# Музеј Тунг Вах
Музеј Тунг Вах  један је од музеја здравствене културе Републике Кине. Смештен је у јединој сачуваној згради из 1911. године у болнице Квонг Вах нокон што је она реновирана од 1958. до 1963. године.  

## Положај и заштита
Музеј Тунг Вах је смештена у бившој главној згради болнице Квонг Вах, која се налази на адреси Ватерло Роуд 25, Ковлун, Хонг Конг.
Зграда музеја која је изграђена 1911. године сврстана је у историјске зграда прве категорије, и од 2010. године када је проглашена спомеником културе налази се под заштитом.

## Историја и поставка
Музеј је основан 1970. године, на стогодишњицу групе болница Тунг Вах. У њему су изложене архиве и артефакти из групе болница Тунг Вах. Од артефаката у музеју се посебно истичу: плоча коју је 1884. године поклонио Ли Хонгџанг, званичник династије Ћинг, са тројицом својих колега,  плоче и поклони које су болници Квонг Вах поклонили званичници династије Ћинг и Република Кина.

## Радно време
Музеј је отворен за посетиоце од понедељка до суботе: од 10 до 18 часова.
Недељом и за време државних празника музеј је затворен.